# Soner Cagaptay
Soner Çağaptay es un analista turco-estadounidense de política exterior y experto en relaciones entre Turquía y Estados Unidos, política turca y nacionalismo turco. Actualmente, es el director de Estudios Turcos en el Washington Institute for Near East Policy, localizado en Washington D. C., Estados Unidos.

## Formación
Cagaptay se formó como historiador y recibió su doctorado en 2003 por parte de Yale University, escribiendo su tesis sobre nacionalismo turco. 

## Trayectoria
Anteriormente, Cagaptay participó como docente en varios cursos en Yale, Princeton University y Georgetown University. Cagaptay participó como presidente de estudios regionales avanzados de Turquía en el Instituto de servicio diplomático de Departamento de Estado de los Estados Unidos. 
En 2012, fue elegido líder en la sociedad turca americana.

## Apariciones en los medios
Cagaptay ha escrito extensamente sobre relaciones turco americanas, política doméstica de Turquía y política de Oriente Medio en varios medios impresos internacionales como Wall Street Journal, New York Times, Washington Post y CNN. Además, Cagaptay aparece regularmente en Fox News, BBC, CNN y NPR. 

## Libros
- Islam, Secularism, and Nationalism in Modern Turkey: Who Is a Turk? Archivado el 3 de mayo de 2009 en Wayback Machine. Review Archivado el 1 de junio de 2016 en Wayback Machine., enero de 2006
- The Rise of Turkey: The Twenty-First Century's First Muslim Power, febrero de 2014.
- The New Sultan, July 2017.